# Liabellum hintoniorum
Liabellum hintoniorum là một loài thực vật có hoa trong họ Cúc. Loài này được (B.L.Turner) H.Rob. mô tả khoa học đầu tiên năm 1990.